# Planetaire afplatting

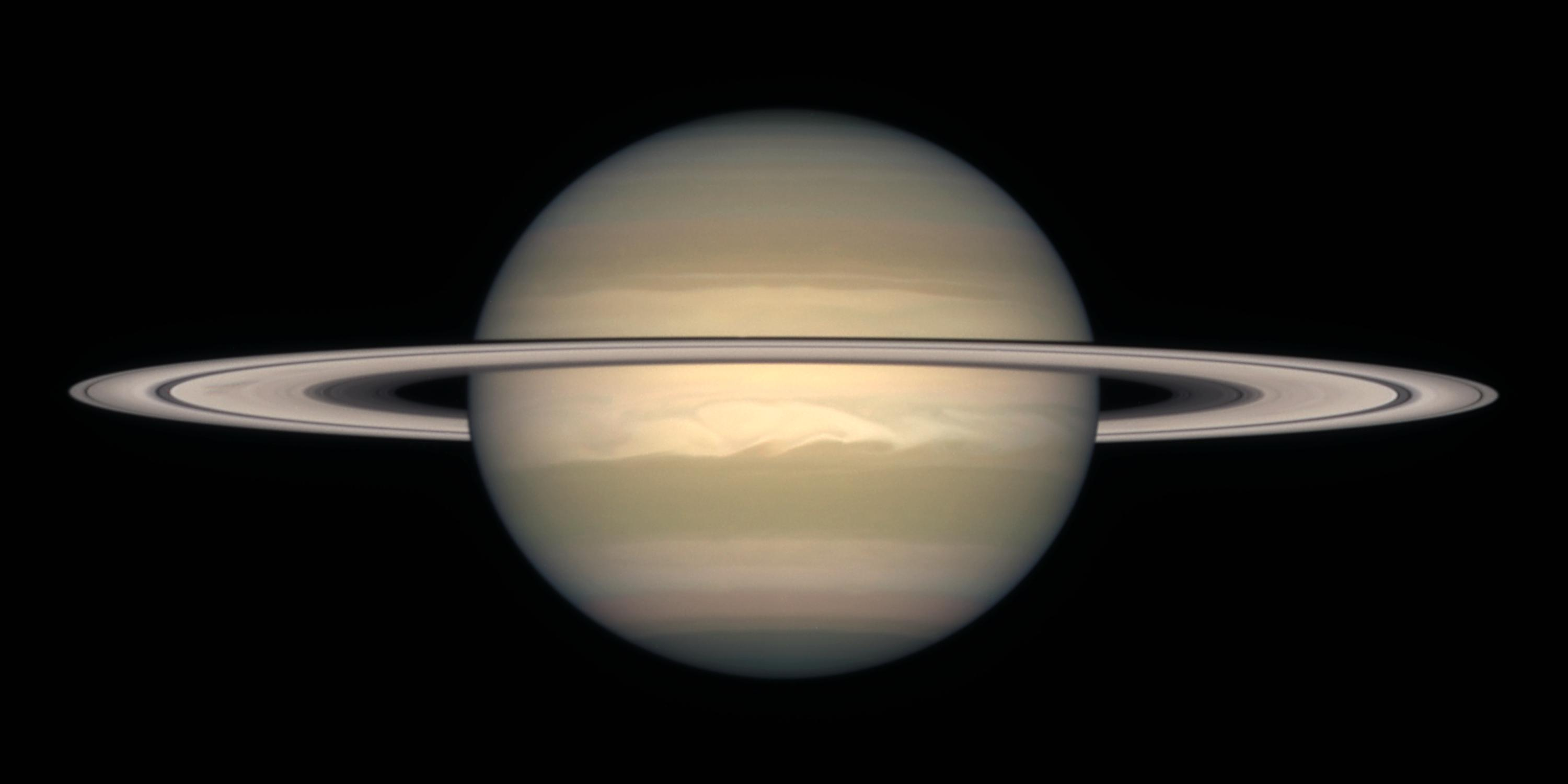
De planeet Saturnus heeft van alle lichamen in het zonnestelsel de grootste afplatting. Op de foto is duidelijk te zien dat de diameter aan de evenaar groter is dan aan de polen.

De planetaire afplatting is het verschijnsel dat veel hemellichamen in plaats van de vorm van een bol door afplatting de vorm van een sferoïde hebben. Bij de evenaar bevindt zich iets meer massa waardoor het hemellichaam daar iets uitgedijd is ten opzichte van de polen. Een voorbeeld is de afplatting van de Aarde.

## Oorzaak
De mate van afplatting waarin dit resulteert is afhankelijk van bijvoorbeeld de hoeksnelheid van de rotatie, de dichtheid van het hemellichaam en materiaalconstanten zoals de elasticiteit. Elk hemellichaam dat roteert heeft daardoor geen perfecte bolvorm.
Door de zwaartekracht worden hemellichamen als planeten of sterren samengetrokken tot een perfecte bol. Dit is de vorm waarbij alle massa zich zo dicht mogelijk bij het middelpunt van de gravitatie bevindt, zodat de potentiële gravitatie-energie zo klein mogelijk is. Wanneer het hemellichaam echter om zijn as roteert, lijkt het voor het hemellichaam alsof er een middelpuntvliedende kracht op werkt, die ervoor zorgt dat het hemellichaam niet precies rond blijft, maar de vorm van een sferoïde aanneemt. Omdat een perfecte bol de vorm is van de minste potentiële gravitatie-energie, heeft een sferoïdevorm een hogere potentiële gravitatie-energie. Dit is vergelijkbaar met een persoon die in een draaistoel zit met zware gewichten in zijn handen. De stoel draait met een constante hoeksnelheid. Als de persoon de gewichten dichter naar zich toe wil trekken, is hier een bepaalde hoeveelheid arbeid voor nodig; de hoeksnelheid neemt tegelijkertijd toe. Hoe dichter de persoon de gewichten naar zich toetrekt, hoe groter de kracht om de gewichten nog dichterbij te trekken.

## De planeten om de Zon
Elke hemellichaam met genoeg massa om door gravitatie een bolvorm of benadering van een bolvorm te krijgen zal door rotatie afgeplat worden. Hemellichamen met erg lange rotatietijden, zoals Mercurius, Venus de Zon en de Maan hebben een verwaarloosbare afplatting. Van alle planeten in het zonnestelsel heeft Saturnus de grootste afplatting.
De afplattingen van een aantal planeten uit het zonnestelsel zijn als volgt:
| Hemellichaam | Diameter aan de evenaar (km) | Diameter aan de polen (km) | Verschil (km) | Afplatting |
| ------------ | ---------------------------- | -------------------------- | ------------- | ---------- |
| Aarde        | 12.756,28                    | 12.713,56                  | 42,72         | 1:298,2575 |
| Mars         | 6.805                        | 6.754,8                    | 50,2          | 1:135,56   |
| Ceres        | 975                          | 909                        | 66            | 1:14,77    |
| Jupiter      | 143.884                      | 133.709                    | 10.175        | 1:14,14    |
| Saturnus     | 120.536                      | 108.728                    | 11.808        | 1:10,21    |
| Uranus       | 51.118                       | 49.946                     | 1.172         | 1:43,62    |
| Neptunus     | 49.528                       | 48.682                     | 846           | 1:58,54    |

## Parameters voor de afplatting
De afplatting van een hemellichaam wordt gedefinieerd door de lengte van de halve lange aardas {\displaystyle a}, van middelpunt tot de evenaar van het hemellichaam, en een van de twee: of de lengte van de halve korte as {\displaystyle b}, van middelpunt tot de pool van het hemellichaam, of de excentriciteit {\displaystyle e}.
- de equatoriale radius of lange as {\displaystyle a},
- de polaire radius of korte as {\displaystyle b},
- de afplatting {\displaystyle f={\frac {a-b}{a}}},
- de korte as {\displaystyle b=a\ (1-f)},
- de excentriciteit {\displaystyle e={\sqrt {2\,f-f^{2}}}}.